# گودلند (کانزاس)
گودلاند (به انگلیسی: Goodland) شهری در ایالت کانزاس کشور ایالات متحده آمریکا است که جمعیت آن در سرشماری سال ۲۰۱۰ میلادی، ۴٬۴۸۹ نفر بوده‌است.